# Beigebröstad timalia
Beigebröstad timalia (Pellorneum tickelli) är en vida spridd fågel i familjen marktimalior som huvudsakligen förekommer i Sydostasien.

## Utseende och läten
Beigebröstad timalia är en rätt liten (13–15 cm) timalia utan särskilda kännetecken. Den är varmbrun ovan och varmbeige under med vitaktig buk. I ansiktet som olikt sina nära släktingar saknar grå inslag syns en beigefärgad tygel. Sången beskrivs i engelsk litteratur som ett högljutt, vasst och upprepat "wi-twee" eller "wi-choo".

## Utbredning och systematik
Beigebröstad timalia delas in i fem underarter med följande utbredning:
- Pellorneum tickelli assamense – förekommer i nordöstra Indien (Arunachal Pradesh till Bangladesh och Manipur)
- Pellorneum tickelli grisescens – förekommer i sydvästra Myanmar (Arakan Yoma)
- Pellorneum tickelli fulvum – förekommer i södra Kina (sydvästra Yunnan) till nordöstra Burma, norra Thailand och Indokina
- Pellorneum tickelli annamense – förekommer från centrala och södra delen av Vietnam till södra Laos (Bolaven Plateau)
- Pellorneum tickelli tickelli – förekommer i centrala och södra Malackahalvön och angränsande Thailand

Tidigare har beigebröstad timalia och sumatratimalian (P. buettikoferi) behandlats som en och samma art.

## Status och hot
Arten har ett stort utbredningsområde, men tros minska i antal, dock inte tillräckligt kraftigt för att den ska betraktas som hotad. Internationella naturvårdsunionen IUCN listar arten som livskraftig (LC).

## Namn
Fågelns vetenskapliga artnamn hedrar Samuel Richard Tickell (1811-1875), överste i Storbritanniens armé i Indien, Nepal och Myanmar, men även fältornitolog och konstnär. Fram tills nyligen kallades den även tickelltimalia på svenska, men justerades 2022 till ett enklare och mer informativt namn av Sveriges ornitologiska förenings taxonomikommitté.